# Ernesto del Río Villagrá
Ernesto del Río Villagrá (Bilbao, 1958) és un director de cinema basc.

## Biografia
Va estudiar dret a la Universitat de Deusto, però va entrar molt jove en el món del cinema: l'any 1974 va fundar el Cineclub de Deusto, i va ser membre de la junta del Festival de Documentals de Bilbao durant diversos anys.
Després de fer diversos curtmetratges, l'any 1987 va realitzar el seu primer llargmetratge, El amor de ahora. Després va dirigir No me compliques la vida (1991), en col·laboració amb la productora Lan Zinema. Amb la mateixa casa va fer Hotel y domicilio (1994), una història fosca que transcorre en l'ambient de Bilbao.

## Filmografia
- 2013: Umezurtzak
- 2011 Valeria descalza
- 1995 Hotel y domicilio
- 1991 No me compliques la vida
- 1987 El amor de ahora
- 1983 El ojo de la tormenta (curtmetratge)
- 1982 Octubre, 12